# Aeroporto de Melilha
O Aeroporto de Melilha (IATA: MLN, ICAO: GEML) fica a apenas 3 km do centro da cidade de Melilha (Espanha). Tem capacidade para transportar até 500.000 passageiros e o número médio anual de passageiros é de cerca de 400.000.
Estas são as seguintes distâncias declaradas para a pista de 1.433 m pelas cabeceiras 15 e 33:
| Designação | TORA (m) | ASDA (m) | TODA (m) | ALD (m) |
| ---------- | -------- | -------- | -------- | ------- |
| 15         | 1.433    | 1.433    | 1.433    | 1.198   |
| 33         | 1.371    | 1.371    | 1.371    | 1.371   |

TORA= Corrida de decolagem disponível
ASDA = Distância de aceleração de parada disponível
TODA= Distância de decolagem disponível
LDA = Distância de pouso disponível
Entre 1931 e 1967, Melilha foi atendida pelo Aeródromo de Tauima (atual Aeroporto Internacional de Nador), mesmo quando o Marrocos conquistou sua independência em 1956. O aeroporto muda para categoria 3C em 23 de fevereiro de 2023 após o anúncio da Aena que permite a operação de aeronaves a jato como o CRJ- 200, Embraer 170, Embraer 195, Bae 146, Airbus A220, Airbus A318, Airbus A319, Airbus A320, Airbus A320neo e Boeing 737, todos penalizados em carga útil (passageiro e bagagem) e distância a que chegariam. É necessário estender a pista em 270 m., para o sul e outros 350 m., úteis para o norte para que esses aviões a jato possam operar sem penalidades.
A situação geopolítica da cidade faz com que a aproximação da aeronave tenha de ser feita 'de forma curva', para não invadir o espaço aéreo marroquino e daí a dificuldade em instalar o sistema ILS (Instrument Landing System ) de orientação em linha reta que funciona na maioria dos aeroportos do mundo. Os atuais auxílios de rádio (VOR/DME e NDB) estão em solo de Melilha, mas não impedem que a cidade seja cortada em dias com nuvens baixas a 700/800 pés . Um localizador de offset ou um sistema de aproximação RNAV (satélite) permitiria operações aeroportuárias com condições climáticas adversas.
O aeroporto de Melilha, apesar do baixo tráfego, está localizado próximo à fronteira com Marrocos e, como não há acordo com Marrocos, os aviões devem realizar manobras difíceis durante decolagens e pousos para evitar entrar no espaço aéreo de Marrocos]]. Mesmo assim, não há motivo para preocupação, pois até agora não houve problemas relacionados a isso.
Após o conflito entre Espanha e Marrocos, um novo campo militar foi construído perto de Cabrerizas Altas. Este aeroporto tinha uma área de pouso simples de 300 m (984 pés). À medida que a tensão diminuía e a Espanha conseguia restabelecer a terra em torno de Melilha, esse aeroporto foi transferido novamente mais ao sul da cidade.

## Horas
O horário das operações aéreas é das 8h00 às 18h30 no inverno e das 7h45 às 20h30 no verão.

## Tempo
O clima de Melilha é um clima mediterrâneo do tipo Csa de acordo com a classificação climática de Köppen, embora no período 1981-2010 esteja próximo do limite entre semiárido e não semiárido - climas áridos. . É um clima temperado, com ventos de oeste e leste, também ocasionalmente vento do Saara. A temperatura média anual é de cerca de 19ºC. Os invernos são amenos com uma média de pouco mais de 13ºC em janeiro e os verões são quentes com uma média de cerca de 26ºC em agosto. Em agosto, o mês mais quente do verão, a média máxima é ligeiramente inferior a 30ºC, mas a mínima é superior a 22ºC. A precipitação anual é ligeiramente inferior a 400mm. As chuvas mais intensas concentram-se nos meses de inverno, primavera e outono, enquanto o verão é uma estação muito seca, com uma média em julho que mal atinge a cifra de 1mm de precipitação. As horas anuais de insolação são muito elevadas, cerca de 2600 horas.

## História
O aeroporto foi inaugurado em 31 de julho de 1969 pelo ministro da Aeronáutica, José Lacalle Larraga, para substituir definitivamente o aeroporto de Tauima, cidade localizada no antigo Protetorado Espanhol em Marrocos. Inicialmente, era uma pista de 730 metros de comprimento por 45 de largura.
Ele começou a operar nele, Spantax com uma Lontra Gêmea De Havilland Canadá DHC-6 e, posteriormente, com uma DHC-7 De Havilland Canadá.
Em 1980, a Spantax foi substituída pela Aviaco, uma subsidiária da Iberia L.A.E. na época, que usaria um Fokker F27.
Em 1992, a Binter Mediterráneo entraria, também uma subsidiária da Iberia, que operava com a CN-235, e que mais tarde substituiu a Aviaco.
Em 1995, a PauknAir entrou em serviço, operando com a BAe 146, e que quebrou o monopólio da Iberia sobre as operações da Melilha. A referida companhia aérea abandonaria suas operações em 1998.
Definitivamente, em 2001, a Air Nostrum adquiriu a Binter Mediterráneo, mantendo assim o monopólio nas rotas.
Em 2004, foram encerradas as obras de ampliação da pista, passando de 1.344 metros para 1.428 metros.
No início de 2009, surgiram rumores de que a Air Europa queria operar com Melilha com um de seus Embraer 195, rumores que em breve seriam confirmados pela própria companhia aérea.
No início de 2011, a Airmel anunciou que iniciaria as operações a partir de Melilha com um ATR 42-300, mas nunca iniciou suas operações devido à falta de compromisso da companhia aérea em continuar com a nova companhia aérea.
Em 21 de novembro de 2011, a Helitt Lineas Aereas iniciou as operações com a rota inaugural Málaga-Melilha; uma semana depois, a linha Melilha-Barcelona começou a operar e, em 2 de dezembro, a rota Melilha-Madrid, todas com vôos diários; que rompeu novamente com o monopólio da Air Nostrum nas operações de e com Melilha. Em 25 de janeiro de 2013, parou temporariamente de oferecer voos comerciais.
No início de 2013, retornaram os rumores de que a Air Europa queria operar com Melilha, desta vez com um de seus ATR 72-500, rumores que não se concretizaram.
Em 16 de abril de 2013, a Melilla Airlines iniciou suas operações com a rota inaugural Málaga-Melilha, realizando vôos regionais com Málaga, meses depois com o aeroporto de Badajoz, embora as conexões com Badajoz não tenham dado resultados, a ocupação da rota para a costa del Sol foi bom. Um ano e meio depois, cessou as operações.
Em 21 de julho de 2014, a Air Europa confirmou os rumores acima, deu um passo à frente e decidiu iniciar as operações com a rota inaugural Málaga-Melilha, com um primeiro voo com cerca de 90% de ocupação.
No final de 2016, a Iberia anunciou o cancelamento das rotas com Almería e Granada, fato materializado no início de janeiro do ano de 2017, uma vez que houve um excelente ajuste de suas rotas nacionais em geral e de sua estrutura como companhia aérea.
Ao longo do ano de 2018, os procedimentos são iniciados, elaborados e formalizados, devido à pressão do próprio governo da cidade autônoma e de seus cidadãos, dada a frustração e desconforto geral com o cancelamento das linhas com Granada e Almeria depois de mais de vinte anos com vôos diários e semanais, fazem da Obrigação de Serviço Público (OSP) as linhas com Almeria, Granada e Sevilha. Esses dados significam a retomada dos serviços com Granada e Almeria e o novo serviço com Sevilha, todos programados para o final de 2018 e o início de 2019.
Em 30 de novembro de 2018, a Hélity inicia as operações com a rota inaugural de Ceuta-Melilha com o primeiro voo de um AgustaWestland AW139.
Apenas um ano depois, em 30 de novembro de 2019, a Aena anunciou a mudança de categoria para 3C, o que permite a operação de aeronaves a jato.

## Números

### Em gráfico
Ver a consulta original do Wikidata.
| Ano                         | Passageiros | Movimentos | Carga (t) |
| --------------------------- | ----------- | ---------- | --------- |
| 2000                        | 263.751     | 8.916      | 650       |
| 2001                        | 229.806     | 8.707      | 587       |
| 2002                        | 211.966     | 8.013      | 546       |
| 2003                        | 223.437     | 9.017      | 479       |
| 2004                        | 245.102     | 9.098      | 387       |
| 2005                        | 271.589     | 9.296      | 323       |
| 2006                        | 313.543     | 10.696     | 431       |
| 2007                        | 339.244     | 11.146     | 434       |
| 2008                        | 314.643     | 10.959     | 386       |
| 2009                        | 293.695     | 9.245      | 350       |
| 2010                        | 292.608     | 8.935      | 340       |
| 2011                        | 286.701     | 9.119      | 265       |
| 2012                        | 315.850     | 9.922      | 235       |
| 2013                        | 289.551     | 7.893      | 164       |
| 2014                        | 319.603     | 8.873      | 136       |
| 2015                        | 317.806     | 8.409      | 136       |
| 2016                        | 330.116     | 8.535      | 141       |
| 2017                        | 324.366     | 7.956      | 134       |
| 2018                        | 348.121     | 8.085      | 127       |
| 2019                        | 434.660     | 9.768      | 134       |
| 2020                        | 195.636     | 5.158      | 32        |
| 2021                        | 332.446     | 7.828      | 9         |
| 2022                        | 447.450     | 9.772      | 22        |
| 2023                        | 501.069     | 10.755     | 25        |
| Fonte: Estadísticas de Aena |             |            |           |